# Franco (Name)
Franco ist ein italienischer männlicher Vorname, der auch in anderen romanischen Sprachen vorkommt. Die deutsche Variante ist Frank. Im italienischen, spanischen und portugiesischen Sprachraum ist Franco auch als Familienname gebräuchlich.

## Verbreitung
Der Name wird in Deutschland seit vielen Jahren regelmäßig vergeben, er ist aber nur mäßig beliebt. Von 2010 bis 2023 wurden rund 140 Jungen so genannt. In der Schweiz kommt Franco seit 1930 jedes Jahr in der Namensgebung vor. Die beste Platzierung erzielte er im Jahr 1937 mit Rang 73. Von 1930 bis 2023 wurde der Name etwa 3.800 Mal vergeben. In Österreich wird der Name seit 1985 fast jedes Jahr bei der Namenswahl berücksichtigt. Er ist jedoch nur mäßig beliebt.
Der Name lag in Italien von 1999 bis 2007 in den Top-200. Den besten Platz erzielte er im Jahr 2003 mit Rang 158. In Frankreich war der Name von Anfang der 1920er bis Anfang der 1970er Jahre in den Top-500. Zwischen Ende der 1950er bis Mitte der 1960er sogar in den Top-200. In England und Wales befindet sich Franco seit 2015 in den Top-1000. Im Jahr 2023 belegte er Platz 791. In Schottland taucht der Name seit 1974 hin und wieder in den Hitlisten auf. Der Name wird in den Niederlanden regelmäßig bei der Namenswahl berücksichtigt, aber nur in einem geringen Umfang. Seine Vergabe ist auch in Liechtenstein, Belgien, Polen und Nordirland nachgewiesen. In den nordischen Ländern Dänemark, Norwegen und Schweden ist der Name nur mäßig beliebt.
Der Name taucht in den USA seit Ende der 1960er Jahr hin und wieder in den Top-1000 der Hitlisten auf. Er zählt zu den geläufigen Jungennamen. Von 1930 bis 2023 wurde er circa 8.400 Mal gewählt. In Kanada kommt der Name seit 1980 alljährlich in den Hitlisten vor. Er gilt als mäßig beliebt. Franco belegte in Puerto Rico im Jahr 2023 Rang 94 in den Vornamenscharts. In Chile lag der Name von 2010 bis 2021 in den Top-60. Die beste Platzierung erzielte er im Jahr 2012 mit Rang 26.

## Namensträger

### Einzelname
- Franco (Lüttich) († 903), Bischof von Lüttich
- Franco (Liesborn) († 1178), Abt des Klosters Liesborn
- Franco von Köln (Franco Teutonicus), deutscher Musiktheoretiker
- Franco von Meschede, deutscher Scholaster, Dichter und Kanzler des 14. Jahrhunderts

### Vorname
- Franco Abbiati (1898–1981), italienischer Musikwissenschaftler
- Franco Acosta (1996–2021), uruguayischer Fußballspieler
- Franco Andolfo (1938–2012), italienisch-österreichischer Entertainer, Schlagersänger und Komponist
- Franco Anelli (Rechtswissenschaftler) (1963–2024), italienischer Rechtswissenschaftler und Rektor der Università Cattolica del Sacro Cuore
- Franco Autori (1903–1990), italienisch-US-amerikanischer Dirigent
- Franco Battiato (1945–2021), italienischer Cantautore, Komponist, Filmregisseur und parteiloser Politiker
- Franco Bertoni, italienischer Motorradrennfahrer
- Franco Bignotti (1930–1991), italienischer Comiczeichner
- Franco Brienza (* 1979), italienischer Fußballspieler
- Franco Caprioli (1912–1974), italienischer Comiczeichner
- Franco Cariolato (bl. 1900er-Jahre), italienischer Automobilrennfahrer
- Franco Cerri (1926–2021), italienischer Jazzgitarrist und Fernsehmoderator
- Franco Cervi (* 1994), argentinischer Fußballspieler
- Franco Citti (1935–2016), italienischer Schauspieler
- Franco Collenberg (* 1985), Schweizer Eishockeyspieler
- Franco Colturi (* 1970), italienischer Skirennläufer
- Franco Columbu (1941–2019), italienisch-US-amerikanischer Bodybuilder, Chiropraktiker und Filmschauspieler
- Franco Corelli (1921–2003), italienischer Opernsänger, Spinto-Tenor und dramatischer Tenor
- Franco Cristaldi  (1924–1992), italienischer Filmproduzent
- Franco Cuter (1940–2019), brasilianischer Geistlicher, Bischof von Grajaú
- Franco Di Santo (* 1989), argentinischer Fußballspieler
- Franco Diogene (1947–2005), italienischer Schauspieler
- Franco Ferrari (1635–1711), italienischer Zisterzienser, Abt, Theologe, Bibliothekar und Gelehrter
- Franco Foda (* 1966), deutscher Fußballspieler und -trainer
- Franco Frattini (1957–2022), italienischer Politiker
- Franco Krolbert (* 1967), ehemaliger deutscher Fußballspieler
- Franco Luambo (1938–1989), kongolesischer Musiker und Sänger
- Franco Masoni (* 1928), Schweizer Rechtsanwalt und Politiker
- Franco Mastantuono (* 2007), argentinischer Fußballspieler
- Franco Mazzotti (1904–1942), italienischer Adeliger, Pilot sowie Motorboot- und Automobilrennfahrer
- Franco Morbidelli (* 1994), italienischer Motorradrennfahrer
- Franco Nero (* 1941), italienischer Schauspieler
- Franco José Vieira Neto (* 1966), brasilianischer Beachvolleyballspieler
- Franco Lavoratori (1941–2006), italienischer Wasserballspieler
- Franco Lucentini (1920–2002), italienischer Schriftsteller und Übersetzer
- Franco Matossi (1919–2012), Schweizer Meisterknecht, Geschäftsführer und Politiker
- Franco Ossola (1921–1949), italienischer Fußballspieler
- Franco Paselli (*† 1944), italienisches NS-Opfer, siehe Franco-Paselli-Friedenspreis #Franco Paselli
- Franco Petruso (* 1988), deutsch-italienischer Fußballspieler
- Franco Pistoni (* 1956), italienischer Schauspieler und Autor
- Franco Pratesi (* 1940), italienischer pensionierter Professor für Materialwissenschaft
- Franco Riccardi (* 1921), italienischer Opernsänger (Tenor)
- Franco Saudelli (* 1952), italienischer Comiczeichner
- Franco Selvaggi (* 1953), italienischer Fußballspieler
- Franco Semioli (* 1980), italienischer Fußballspieler
- Franco Vázquez (* 1989), argentinisch-italienischer Fußballspieler
- Franco Zeffirelli (1923–2019), italienischer Regisseur
- Franco Zorzi (1923–1964), Schweizer Freidenker und Politiker
- Franco Zuculini (* 1990), argentinischer Fußballspieler

### Familienname

#### A
- Adolfo de Oliveira Franco (1915–2008), brasilianischer Rechtsanwalt und Politiker
- Affonso Arinos de Mello Franco (1930–2020), brasilianischer Diplomat
- Afonso Arinos de Melo Franco (Schriftsteller) (1868–1916), brasilianischer Schriftsteller und Journalist
- Afonso Arinos de Melo Franco (Politiker) (1905–1990), brasilianischer Politik, Historiker, Jurist und Autor
- Alan Franco (Fußballspieler, 1996) (* 1996), argentinischer Fußballspieler
- Alan Franco (Fußballspieler, 1998) (* 1998), ecuadorianischer Fußballspieler
- Albano Franco (* 1940), brasilianischer Politiker
- Alfonso Franco (1466–1523), italienischer Maler und Silberschmied
- Andrés Franco (Leichtathlet) (* 1925), philippinischer Hochspringer
- Andrés Franco Ramos (* 1966), kubanischer Judoka
- Andrés T. Franco (* 1925), philippinischer Leichtathlet
- Anielle Franco (* 1985), brasilianische Pädagogin, Journalistin, Autorin und Aktivistin
- Antonio Franco (* 1937), italienischer Geistlicher und vatikanischer Diplomat
- Antonio Ortega Franco (1941–2022), mexikanischer Ordensgeistlicher, Weihbischof in Mexiko
- Arely Franco (* 1968), salvadorianische Leichtathletin
- Armando del Castillo Franco (1920–1992), mexikanischer Politiker

#### B
- Bárbara Franco (* 1974), spanische Schwimmerin
- Bob Franco (1937–2016), deutscher Schauspieler und Sänger
- Buddy DeFranco (1923–2014), US-amerikanischer Jazzklarinettist

#### C
- Carlos Franco (Boxer), uruguayischer Boxer
- Carlos Franco (Golfspieler) (* 1965), paraguayischer Golfspieler
- Carlos Matamoros Franco (* 1966), ecuadorianischer Schachspieler
- Carmen Franco y Polo (1926–2017), spanische Autorin, Tochter von General Franco
- Carmen Guerrero Franco (1911–1986), mexikanische Schauspielerin
- César Augusto Franco Martínez (* 1948), spanischer Geistlicher, Weihbischof in Madrid
- Cesare Franco (Bildhauer), italienischer Architekt und Bildhauer
- Cesare Franco (Komponist) (1885–1944), italienischer Komponist und Organist
- Cesarino Franco (auch Cesare Franco; 1884–1959), italienischer Flötist und Komponist
- Claudia Franco (* 1975), spanische Schwimmerin
- Corine Franco (* 1983), französische Fußballspielerin
- Corrado Franco (* 1956), italienischer Regisseur

#### D
- Daniele Franco (* 1953), italienischer Ökonom
- Darío Franco (* 1969), argentinischer Fußballspieler
- Dave Franco (* 1985), US-amerikanischer Schauspieler
- David Franco-Mendes (1713–1792), portugiesisch-niederländischer Dichter
- Denzil Franco (* 1985), indischer Fußballspieler
- Diego Armando Maradona Franco (1960–2020), argentinischer Fußballspieler, siehe Diego Maradona
- Dilmo Franco de Campos (1972–2024), brasilianischer Geistlicher, Weihbischof in Anápolis
- Domenico Franco (* 1992), italienischer Fußballspieler
- Douglas Franco Teixeira (* 1988), niederländisch-brasilianischer Fußballspieler, siehe Douglas (Fußballspieler, 1988)

#### E
- Edgardo Franco (El General; * 1969), panamaischer Musiker und DJ
- Eduardo Franco (* 1995), US-amerikanischer Schauspieler
- Eli Franco (* 1953), israelischer Indologe
- Enrique Franco Manera (1920–2009), spanischer Musikkritiker, Pianist, Komponist und Hörfunkmanager
- Ethiene Franco (* 1992), brasilianische Turnerin

#### F
- Federico Franco (Luis Federico Franco Gómez; * 1962), paraguayischer Politiker, Präsident 2012 bis 2013
- Felipe Aguirre Franco (* 1934), mexikanischer Geistlicher, Erzbischof von Acapulco
- Fortunato Franco (1939–2021), indischer Fußballspieler
- Francesco Maria Franco (1877–1968), italienischer Geistlicher
- Francisco Franco (1892–1975), spanischer Diktator und Generalissimus
- Francisco Franco de Sousa (1885–1955), portugiesischer Bildhauer
- Fulvia Franco (1931–1988), italienische Schauspielerin

#### G
- Gabriel Girotto Franco (* 1992), brasilianischer Fußballspieler
- Gaston Franco (* 1944), französischer Politiker
- Germaine Franco, US-amerikanische Filmkomponistin, Musikerin und Produzentin
- Gilda Perez Franco († 2009), dominikanische Politikerin
- Giovanni Battista Franco (auch Battista Franco Veneziano und Semolei; vor 1510–1561), italienischer Maler
- Giuseppe Franco (* 1981), italienischer Theologe und Dogmatiker
- Guilherme Franco (1946–2016), brasilianischer Musiker
- Guillermo Franco (General) (1811–1873), ecuadorianischer General und Politiker, Staatspräsident 1859/1860
- Guillermo Franco (Fußballspieler) (* 1976), mexikanisch-argentinischer Fußballspieler

#### H
- Hernando Franco (1532–1585), spanischer Komponist
- Hiansen Vieira Franco (* 1971), brasilianischer Geistlicher, Weihbischof in Rio de Janeiro

#### I
- Itamar Franco (1930–2011), brasilianischer Politiker
- Iván Franco (* 2000), paraguayischer Fußballspieler

#### J
- James Franco (* 1978), US-amerikanischer Filmschaffender
- Jamy Franco (* 1991), guatemaltekische Leichtathletin
- Jean Franco (1924–2022), britische Literaturwissenschaftlerin und Literaturkritikerin
- Jeremiah Franco, US-amerikanischer Filmproduzent, Kameramann und Schauspieler
- Jess Franco (1930–2013), spanischer Filmregisseur
- Jessy Franco (* 1998), gibraltarischer Leichtathlet
- João Franco Ferreira Pinto Castelo Branco (1855–1929), portugiesischer Politiker
- João Manuel Antonio do Amaral Franco (1921–2009), portugiesischer Botaniker
- Jonathan Franco (* 2003), guatemaltekischer Fußballspieler
- Jorge Franco (Fechter) (1923–1989), portugiesischer Fechter
- Jorge Franco Ramos (* 1962), kolumbianischer Schriftsteller
- Jorge Franco Alviz (* 1993), spanischer Fußballspieler, siehe Burgui
- José Franco (Künstler) (1920–2009), portugiesischer Bildhauer und Keramikkünstler
- José Ferreira Franco (1934–2009), brasilianischer Fußballspieler, siehe Zequinha
- José María Franco (* 1978), uruguayischer Fußballspieler
- José Miguel de Velasco Franco (1795–1859), bolivianischer Politiker, Präsident zwischen 1828 und 1848
- Juan Carlos Franco (Fußballspieler) (* 1973), paraguayischer Fußballspieler
- Juan Carlos Franco (Reiter) (Juan Carlos Franco Hernandez), mexikanischer Springreiter
- Juan Fernando Franco Sánchez (* 1975), kolumbianischer Geistlicher, Bischof von Caldas
- Julio Franco, uruguayischer Fußballspieler
- Julio Franco Arango (1914–1980), kolumbianischer römisch-katholischer Geistlicher, Bischof von Duitama

#### L
- Larry J. Franco (* 1949), US-amerikanischer Filmproduzent und Regisseur
- Leo Franco (* 1977), argentinischer Fußballtorwart
- Leonardo Franco (Musiker) (1942–2015), uruguayischer Musiker
- Leryn Franco (* 1982), paraguayische Leichtathletin und Model
- Luis Franco (Autor) (1898–1988), argentinischer Schriftsteller
- Luis Franco (Boxer) (* 1986), kubanischer Boxer
- Luís Augusto de Oliveira Franco, portugiesischer Offizier und Kolonialverwalter
- Luis Gabriel Romero Franco (* 1935), kolumbianischer Geistlicher, Bischof von Facatativá

#### M
- Manuel Franco (1871–1919), paraguayischer Rechtswissenschaftler, Hochschullehrer und Politiker, Staatspräsident 1916 bis 1919
- María Gabriela Franco (* 1981), venezolanische Sportschützin
- María Judith Franco (1925–2017), puerto-ricanische Schauspielerin und Synchronsprecherin
- Marielle Franco (1979–2018), brasilianische Politikerin
- Mario Franco (* 1946), italienischer Filmregisseur
- Martha Elvira Soto Franco, kolumbianische Journalistin
- Maureen Franco (* 1983), uruguayischer Fußballspieler
- Mauro Franco Palos, mexikanischer Fußballspieler
- Michel Franco (* 1979), mexikanischer Filmemacher
- Michele Franco (* 1985), italienischer Fußballspieler
- Miguel García Franco (1909–1981), mexikanischer Geistlicher, Bischof von Mazatlán

#### N
- Ney Franco (* 1966), brasilianischer Fußballtrainer
- Niccolò Franco (1515–1570), italienischer Dichter
- Nicolás Antonio Castellanos Franco (1935–2025), spanischer Geistlicher, Bischof von Palencia

#### O
- Omar Franco (Sänger), dominikanischer Sänger und Komponist
- Omar Franco (Schauspieler), kubanischer Schauspieler
- Oscar Franco (Mediziner), Mediziner
- Oscar Leonardo Franco Vivas (1969–2023), venezolanischer Maler

#### P
- Pedro Franco (* 1991), kolumbianischer Fußballspieler
- Philip DeFranco (sxephil; * 1985), US-amerikanischer Vlogger
- Pierre Franco (um 1500–um 1575), französisch-Schweizer Chirurg
- Pipí Franco (1912–1978), dominikanischer Sänger und Komponist
- Pippo Franco (* 1940), italienischer Schauspieler
- Procopio Franco (* 1970), mexikanischer Marathonläufer

#### R
- Rafael Franco (1896–1973), paraguayischer Major und Politiker, Staatspräsident 1936 bis 1937
- Ramón Franco (1896–1938), spanischer Politiker, Offizier und Flugpionier
- Ramón Franco (Schauspieler) (* 1963), puerto-ricanischer Schauspieler
- Robert J. Franco, Szenenbildner
- Roberto Franco (* 1964), italienischer Freestyle-Skier

#### S
- Sandro Franco (* 1969), uruguayischer Fußballspieler
- Santiago Franco (* 1999), uruguayischer Fußballspieler
- Siron Franco (* 1947), brasilianischer Künstler

#### T
- Tatiana Franco (* 2002), paraguayische Handballspielerin

#### V
- Vasili Franco (* 1992), deutscher Politiker (Bündnis 90/Die Grünen), MdA
- Veronica Franco (1546–1591), italienische Dichterin und Kurtisane
- Vicente Franco, spanischer Regisseur und Kameramann
- Vincenzo Franco (1917–2016), italienischer Geistlicher, Erzbischof von Otranto
- Vinicio Franco (1933–2020), dominikanischer Sänger

#### Y
- Yamilé Franco (* 1992), mexikanische Fußballspielerin

#### Z
- Zenón Franco Ocampos (1956–2024), paraguayisch-spanischer Schachspieler